# 80s80s
80s80s est une station de radio locale privée de Hambourg.
80s80s Radio est une marque de radio numérique de Regiocast. Elle diffuse de la musique des années 1980 principalement. En raison du grand succès de la marque des années 80s80s, la société lance la station sœur 90s90s en novembre 2016, axée sur la musique des années 1990. En juin 2017, 1/DEUTSCH est lancé en tant que programme pour la pop germanophone.
80s80s est diffusé en DAB+ à Hambourg.

## Source de la traduction
- (de) Cet article est partiellement ou en totalité issu de l’article de Wikipédia en allemand intitulé « 80s80s » (voir la liste des auteurs).